# フーゴー・ハーゼ

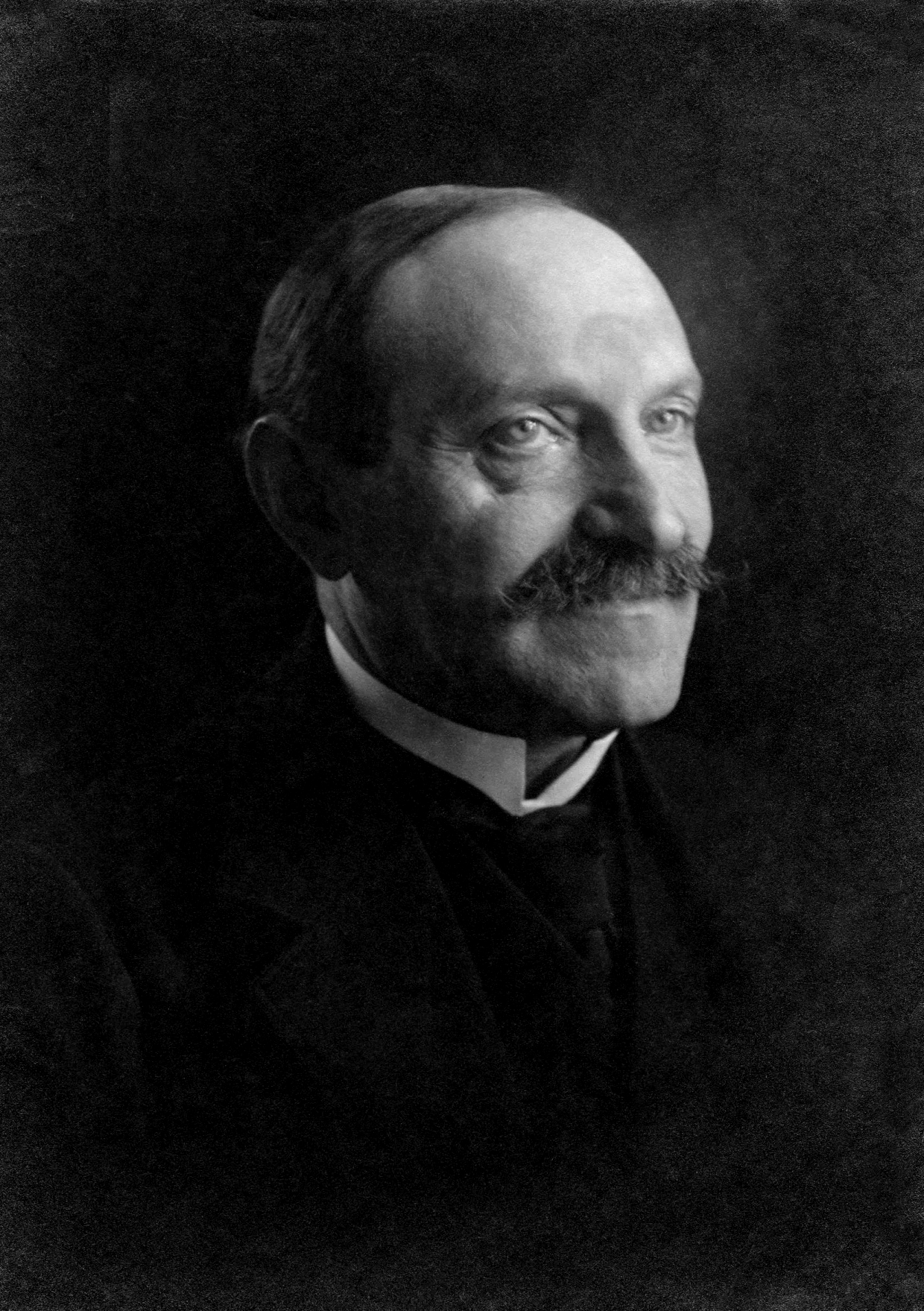
フーゴ―・ハーゼ

フーゴー・ハーゼ（ドイツ語: Hugo Haase, 1863年9月29日 - 1919年11月7日）は、ドイツの法律家、政治家、平和主義者。ドイツ社会民主党（SPD）党首を務めたのち、第一次世界大戦に反対してドイツ独立社会民主党（USPD）を結成し初代党首を務めた。ドイツ革命直後にはフリードリヒ・エーベルトと共に臨時政府首班を務めたが、エーベルトと対立して辞任した。

## 経歴

### SPD
東プロイセンのアレンシュタイン（現ポーランド領オルシュティン）にユダヤ人の靴職人・小売業者の息子として生まれる。ラステンブルクのギムナジウムを卒業したのちケーニヒスベルク大学で法学及び政治学を学び、1890年に同地で弁護士を開業。のちにプロイセン州首相となるオットー・ブラウンなど、政治犯として起訴された社会主義者の弁護に従事した。1912年に事務所をベルリンに移転。
在学中の1887年にドイツ社会民主党 (SPD) に入党。彼はいわゆる修正主義派に属しており、古典的マルクス主義と異なり漸進的改革を追求し、革命を最善の手段とはみなしていなかった。1895年、ケーニヒスベルク市参事会に選出される。1897年の帝国議会選挙で初当選。しかし1907年の選挙では落選した。1911年、アウグスト・ベーベルと共にSPD党首に選出される。翌年の議会選挙で議員に返り咲き、フリードリヒ・エーベルトと共に議員団長に就任。ベーベルの死後はエーベルトと共に共同党首となった。

### USPD結党、ドイツ革命
第一次世界大戦勃発直前の1914年7月、戦争に反対する声明を発表。さらに戦時予算案への賛成にも反対した。しかしエーベルトら党の多数派は戦争を肯定しており、ハーゼの主張は却下された。この時は党議拘束に従い、自分の意志とは逆に賛成票を投じざるを得なかった。しかし楽観視していたドイツの戦略が早くも1914年末に行き詰まると、ハーゼはますます反戦の意志を強くしてSPD執行部の戦争に対する態度に反対するようになった。そのため1915年にSPD議員団長を辞任。1916年にはSPD党首辞任に追い込まれた。
1916年、SPD内の反戦派で組織する「社会民主主義労働共同体」の会長に就任。1917年にはドイツ独立社会民主党（USPD）を結党して党首に就任し、SPDから離脱した。この党は即時講和を主張していた。1918年11月にドイツ革命が発生すると、SPDとUSPDは暫定政権として臨時人民代表委員会を組織し、両党からエーベルトとハーゼが暫定首相にあたる共同委員長となって革命後の混乱収拾にあたった。しかしこの年12月に、ベルリンにおける水兵蜂起に対してエーベルトが武力鎮圧を決定すると、ハーゼらUSPD側委員は委員会から離脱した。

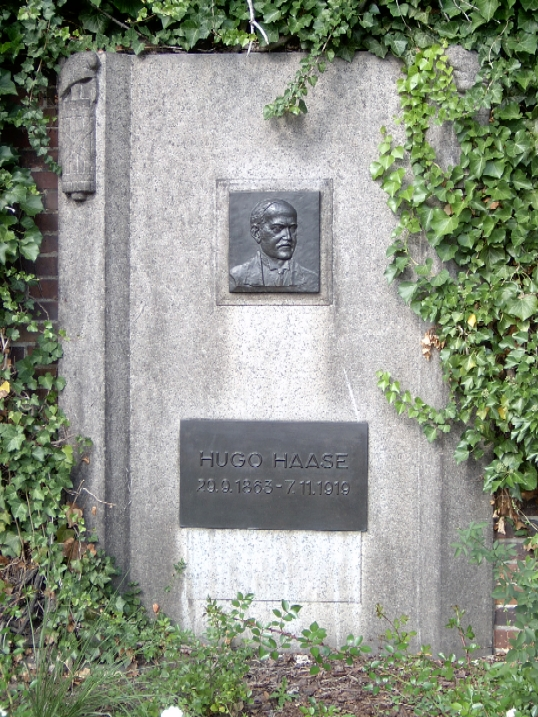
ベルリンの社会主義者墓地にあるハーゼの墓

1919年1月のヴァイマル制憲会議選挙で、ハーゼ自身は当選して議員団長に就任したものの、USPDの得票率は7.6％に留まった。ドイツ共産党が結成されると、党内急進派は共産党との合同及びコミンテルンへの加盟を主張、それに対してハーゼはSPDとの再合同に賛成して対立した。そうした中の1919年10月8日、ハーゼはベルリンで精神病と思われる男に銃撃されて重傷を負い、一ヶ月後に死亡した。